# Die Geiseln
Die Geiseln (Originaltitel: Bnei Aruba) ist eine israelische Fernsehserie, die im internationalen Raum auch unter dem Titel Hostages (eng. für Geiseln) bekannt ist. Die deutschsprachige Erstausstrahlung der ersten Staffel fand am 19. Januar 2017 auf dem Sender RTL Crime statt, die erste Folge der zweiten Staffel wurde erstmals am 25. Mai 2017 auf RTL Crime ausgestrahlt.
Die Serie bildete auch die Grundlage für die US-amerikanische Fernsehserie Hostages, wobei diese sogar einen Monat vor dieser Premiere feierte. Jedoch wurde diese Adaption bereits nach einer Staffel wieder eingestellt.

## Inhalt
Die Chirurgin Dr. Yael Danon soll den israelischen Premierminister Shmuel Netzer operieren. Am Abend vor der Operation werden sie und ihre Familie im eigenen Haus von maskierten Personen als Geiseln genommen. Die Geiselnehmer wollen damit erzwingen, dass sie den Premierminister bei der Operation sterben lässt. In der ersten Staffel erzählt die Serie in 11 Episoden davon, wie die Ärztin ihre Familie und den Premierminister zu retten versucht. Die zweite Staffel hat das weitere Schicksal der Geiselnehmer, ihrer Familien und des Premierministers zum Inhalt und deckt eine internationale Verschwörung auf.

## Besetzung
- Jonah Lotan als Adam Rubin
- Ayelet Zurer als Dr. Yael Danon (Staffel 1)
- Alona Tal (Staffel 2)
- Itay Tiran (Staffel 2)
- Kim Bodnia als Arthur (Staffel 2)
- Tomer Kapon als Guy
- Micha Celektar als Eyal Danon (Staffel 1)
- Dar Zuzovsky als Noa Danon (Staffel 1)
- Yoav Rotman als Assaf Danon (Staffel 1)
- Mickey Leon als Alex
- Hilla Vidor als Ella
- Nevo Kimchi als Giyora Avni
- Ido Bartal als Yonatan
- Shmil Ben Ari als Premierminister Shmuel Netzer
- Liat Stern als Neta
- Michal Kalman als Sara